# Nikolaj Nikolaevič Polikarpov
Nikolaj Nikolaevič Polikarpov (in russo Николай Николаевич Поликарпов?; Georgievsk, 8 luglio 1892, 26 giugno del calendario giuliano – Mosca, 30 luglio 1944) è stato un ingegnere aeronautico sovietico, poi diventato costruttore d'aeromobili come responsabile dell'ufficio tecnico (OKB) Polikarpov.
Era conosciuto nell'ambiente come il "Re dei caccia", soprattutto grazie al progetto che portò alla luce i caccia Polikarpov I-15 e I-16 Ishak (asinello). Quest'ultimo, il cui primo volo è del 1933, fu il primo monoplano ad ali ribassate e con carrello d'atterraggio retrattile.

## Biografia
Nacque a Georgievsk, nel distretto di Livenskogo, un villaggio della provincia di Orël. Compì i primi studi a Orël, città di cui frequentò anche il liceo, e ultimò gli studi in meccanica, costruzione aeronautica e navale al Politecnico di San Pietroburgo. Laureatosi nel 1916, iniziò a lavorare nei cantieri navali russo-baltici di San Pietroburgo.
Nel marzo 1918 partì per Mosca su proposta dell'Amministrazione centrale della Flotta aerea militare, come responsabile dell'uniformamento della produzione aeronautica, e dell'omologazione delle officine di fabbricazione.
Polikarpov fu capace di integrare le officine della scomparsa azienda aeronautica Dux, a quell'epoca i più grandi stabilimenti aeronautici dell'URSS, divenendone responsabile degli studi, della progettazione e dei materiali. Alla fine dell'anno, il prototipo Dux R-1, una copia del de Havilland DH.4, sarebbe stato pronto a volare se i motori fossero stati messi a punto – cosa che non avvenne per diversi mesi.
Passò nel 1919 al comitato tecnico delle forze armate: a gennaio era a capo di un ufficio speciale di studio e progettazione (OKB) composto in gran parte da personale delle vecchie officine "Dux", e dove progettò un modello più contenuto del Dux R-1 nelle dimensioni, equipaggiandolo col potente motore Liberty L-12. Prese così forma il Polikarpov I-1, un monoplano con ali a sbalzo.
Non avendo però preso la tessera del partito comunista, Polikarpov fu rimosso dalle sue funzioni dopo poco tempo.
Nell'ottobre 1929 Polikarpov fu arrestato e condannato a morte, a causa del fallimento di un progetto assegnatogli nel quadro del piano quinquennale. Nel 1931, dopo due anni di attesa, fu trasferito all'Ufficio Speciale di Progettazione dell'OGPU, la polizia politica segreta allora esistente nell'URSS (CKB-39 OGPU) con base alla prigione di Butyrka, dove ebbe modo di progettare con Dmitrij Grigorovič il Polikarpov I-5. La sentenza fu mutata in 10 anni di lavori forzati, e gli fu garantita la libertà vigilata per buona condotta; nel luglio di quello stesso anno, in virtù del suo status di scienziato, gli fu concessa l'amnistia con un gruppo di altri internati.
Polikarpov, grazie alla qualità del suo lavoro, fu insignito di una quantità di premi, come la nomina di Eroe del Lavoro Socialista (1940), il Premio Stalin (1941, 1943) e l'Ordine di Lenin.
Il Picco di Polikarpov nella catena del Pamir prende il nome proprio da Nikolaj Nikolaevič.
Morì nel 1944, consumato da un tumore allo stomaco. Dopo la sua morte, l'OKB da lui seguito fu assorbito dagli OKB Lavochkin, Sukhoi e Mikoyan Gurevich.